# جمال حويل
جمال مصطفى عيسى حويل سياسي فلسطيني وأحد أعضاء حركة فتح ومجلسها الثوري، وعضو المجلس التشريعي الفلسطيني الثاني المنتخب عام 2006.

## حياته
نتيجةً للانتخابات التشريعية الفلسطينية في 25 يناير 2006، فاز حويل بمقعد في المجلس التشريعي الفلسطيني الثاني بعد ترشحه ضمن كتلة حركة فتح.
في 4 ديسمبر 2016، فازَ حويل بانتخابات المجلس الثوري لحركة فتح والتي عُقدت في رام الله أثناء المؤتمر السابع لحركة فتح وصار عضوًا فيه.
اعتقله جيش الاحتلال الإسرائيلي مساء 26 يونيو 2024.